# Penryn (California)
Penryn es un lugar designado por el censo ubicado en el condado de Placer en el estado estadounidense de California. En el año 2010 tenía una población de 831 habitantes.

## Geografía
Penryn se encuentra ubicado en las coordenadas 38°51′14.14″N 121°10′12.07″O / 38.8539278, -121.1700194.